# Schwangerschaftsassoziierte Osteoporose
Die Schwangerschaftsassoziierte Osteoporose ist eine seltene Erkrankung, die während der Schwangerschaft und Stillzeit auftritt und die zum Knochenabbau führt. Damit einhergehend kommt es zu Frakturen in der Wirbelsäule. Begleiterscheinungen sind heftige Rückenschmerzen und körperliche Bewegungseinschränkungen.
Es wird vermutet, dass unter 1 Million Schwangerschaften die Erkrankung 4 Mal auftritt, die Dunkelziffer wird jedoch höher geschätzt.
Die Symptome treten meist schon in der ersten Schwangerschaft auf, die häufigsten Beschwerden sind starke Rückenschmerzen.
Die genauen Ursachen der Erkrankung sind noch nicht bekannt, häufig treten die Beschwerden im letzten Trimon der Schwangerschaft oder kurz nach der Geburt auf.
Über entsprechende Symptome während der Stillzeit wurde gleichfalls berichtet.

## Diagnose
Ein erster Verdacht auf die Krankheit ist gegeben, wenn die Frau entweder schwanger ist, kürzlich entbunden hat bzw. stillt und über sehr starke Rückenschmerzen klagt. Da Rückenschmerzen in der Schwangerschaft und auch danach jedoch sehr normal sind, können die Schmerzen oft als allgemeine Rückenschmerzen fehlinterpretiert werden.
Zur Diagnose gehören körperliche Untersuchungen, radiologische Diagnostik, Knochendichtemessung, Laborwertbestimmungen und Histologie:
- Körperliche Untersuchung:z. B. Körpergrößenminderung
- Methoden zur Feststellung von Wirbelkörperfrakturen: Röntgenaufnahmen, Magnetresonanztomografie (MRT) Computertomografie (CT)
- Knochendichtemessung
- Laboruntersuchungen dienen dazu andere Krankheiten (z. B. Hyperthyreose) bzw. Mangelerscheinungen (z. B. Vitamin D) festzustellen.